# Хронологія подій марсохода «Оппортьюніті»

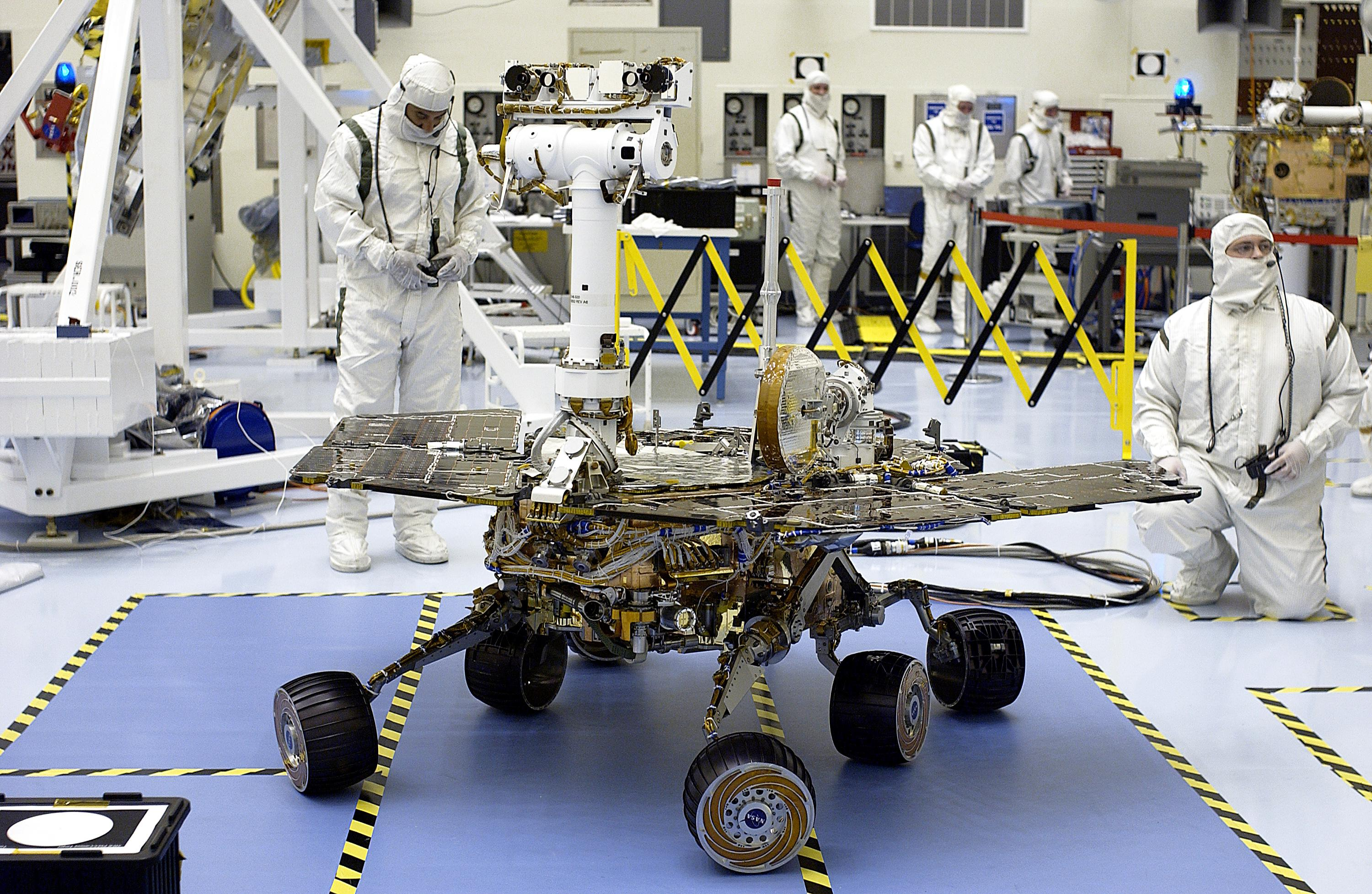
Космічний центр Кеннеді, штат Флорида. Марсохід «Оппортьюніті» перевіряється на рухливість і маневреність.

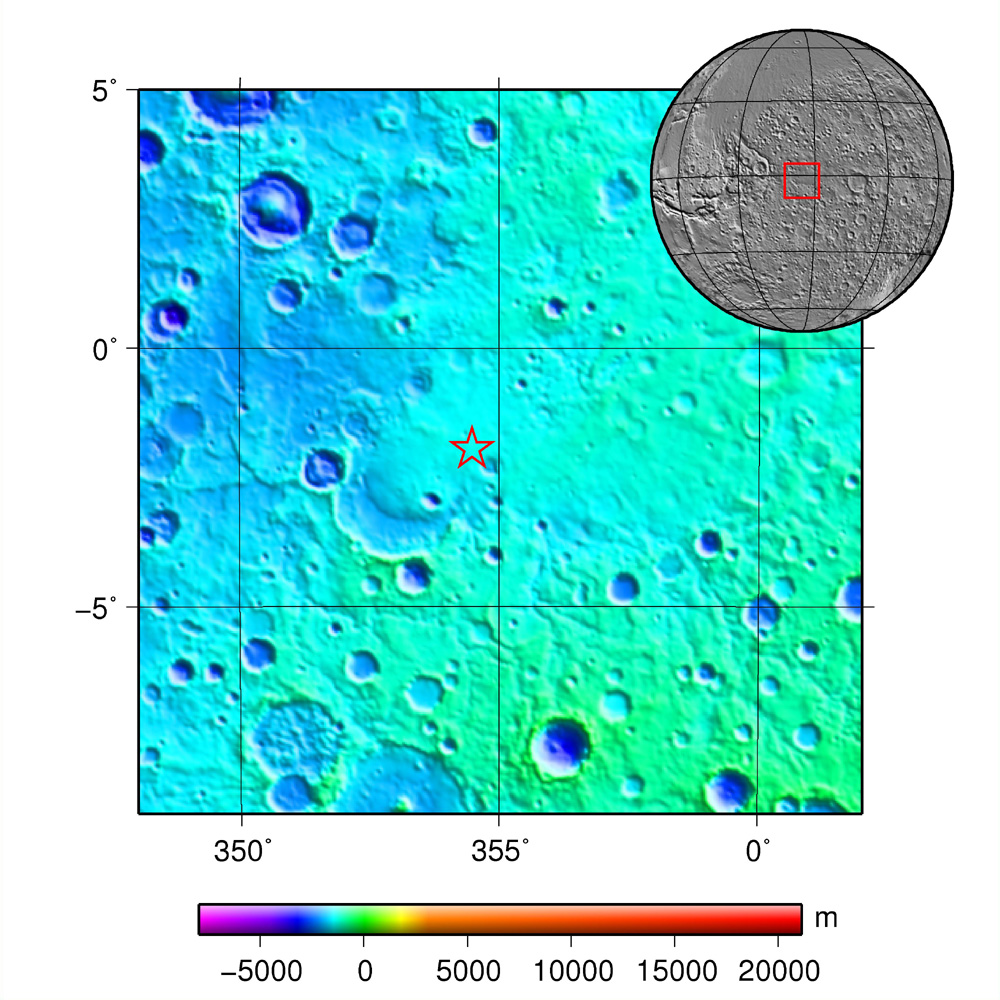
Місце посадки «Оппортьюніті» (позначено зірочкою)

Хронологія подій марсохода «Оппортьюніті» — опис перебігу подій, що відбулися з марсоходом «Оппортьюніті» у рамках програми Mars Exploration Rover («Марсохід»). «Оппортьюніті» — автоматичний марсохід, який працює на поверхні Марса з 2004 року. Запущений 7 липня 2003 року, він примарсився на плато Меридіана (англ. Meridiani Planum) 25 січня 2004 року о 05:05 за UTC (близько 13:15 за місцевим марсіанським часом). Три тижні по тому його «близнюк» марсохід «Спірит» (англ. Spirit) сів на другому боці планети. Якщо «Спірит» знерухомився у 2009 році і припинив зв'язок у 2010, то «Оппортьюніті» свій розрахунковий ресурс у 90 солів (марсіанських діб) перевищив на 16 років і 298 днів (за земним часом), продовжуючи пересуватися, проводити дослідження і передавати дані на Землю до 10 червня 2018 року, коли від нього було отримано останній сигнал. У статті наведено опис подій його експедиції.

### 2004 рік

#### Посадка у кратер Ігл
«Оппортьюніті» приземлився на плато Меридіана у точці 1°57′ пд. ш. 354°28′ сх. д. / 1.95° пд. ш. 354.47° сх. д., приблизно у 25 км від розрахованого місця. Плато Меридіана — плоска рівнина практично без гірських і ударних структур, але незважаючи на це, «Оппортьюніті» зупинився у 22-метровому кратері Ігл. Марсохід був приблизно у 10 метрах від його краю. Співробітники НАСА були приємно здивовані посадкою марсохода прямо у кратер і назвали її гольфовим терміном «гоул-ін-ван» або «лунка в один» (англ. — «a hole in one»); вони не тільки не прагнули потрапити у кратер, але навіть не знали про його існування. Пізніше кратер нарекли кратером Ігл (англ. — Eagle crater, букв. «кратер Орел»). Назву було обрано з трьох причин: по-перше, «Орлом» (Eagle) звався посадковий модуль корабля «Аполлон-11», який 1969 року уперше доставив людей на Місяць; по-друге, орел є символом Сполучених Штатів; по-третє, «орлом» у гольфі зоветься влучення у лунку меншим на два числом дозволених ударів — на згадку про незвичайне примарсіння. Місце посадки назвали «Станція Челленджера» (англ. — Challenger Memorial Station), у пам'ять про екіпаж корабля «Челленджер». Це було найтемніше місце з усіх, де доти сідали посадкові модулі марсіанських станцій. Пройшло два тижні, перш ніж марсохід зміг розглянути її околиці.
Науковці були заінтриговані величезною кількістю оголень гірських порід, розкиданих по кратеру, а також самим ґрунтом кратера, який, здавалося, був сумішшю грубого червонувато-сірого «зерна». Цей кадр з незвичайним гірським оголенням поруч «Оппортьюніті» був знятий панорамною камерою марсохода. Учені думають, що на фото шарувате каміння — поклади вулканічного попелу або відкладення, створені вітром або водою. Гірські оголення назвали «Виступом Оппортьюніті» (англ. — «Opportunity Ledge»).
Геологи розповіли, що деякі шари мають не більшу товщину, ніж великий палець на руці, і це вказує на те, що вони, ймовірно, утворилися з відкладень, нанесених водою і вітром, або ж є вулканічним попелом. «Нам необхідно розібратися у цих двох гіпотезах», — заявив доктор Ендрю Нолл з Гарвардського університету у Кембриджі (Массачусетс), член наукової команди марсохода «Оппортьюніті» і його близнюка, марсохода«Спірит». «Якщо скелі є осадовими, то вода — ймовірніше джерело їхнього утворення, ніж вітер», — сказав він.
Гірські оголення мають у висоту 10 см, і як думають науковці, це або поклади вулканічного попелу або відкладення, створені водою або вітром. Шари — дуже тонкі, сягають всього кілька міліметрів завтовшки.

### «Виступ Оппортьюніті»
На 15-й сол після посадки «Оппортьюніті» зробив фото скелі «Кам'яна гора» (англ. Stone Mountain) в області оголення кратера, щодо якої виникло припущення, що камінь складається з дуже дрібних зерен або пилу, на відміну від земного пісковику, у якого ущільнений пісок і досить дорідні зерна. У процесі вивітрювання та ерозії шарів цієї породи вони набули вигляду темних плям.
Фото, отримані 10 лютого (16-й сол), показали, що тонкі шари в скелі сходяться і розходяться під малими кутами. Відкриття цих шарів було значуще для вчених, які планували цю місію для перевіряння «гіпотези про воду».

#### Оголення «Ель-Капітан»

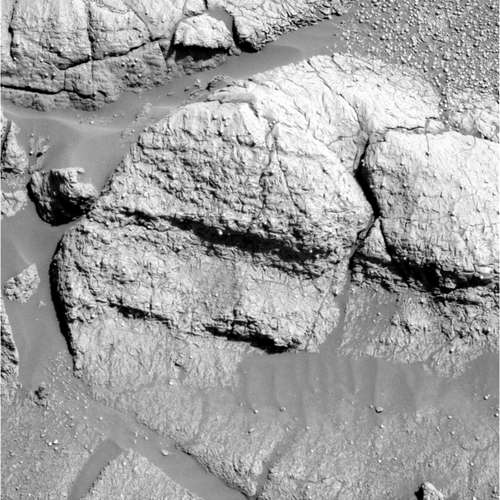
Оголення гірської породи «Ель-Капітан»

19 лютого дослідження «Виступа Оппортьюніті» було оголошено успішним. Для подальшого дослідження було обрано оголення гірських порід, чиї верхні і нижні шари відрізнялися через розходження ступеня впливу на них вітру. Це оголення, близько 10 см заввишки, було названо «Ель-Капітан» на честьгори в штаті Техас.
«Оппортьюніті» досяг оголення «Ель-Капітан» на 27-й сол експедиції, передавши перше зображення цієї скелі за допомогою панорамної камери.
На 30-й сол «Оппортьюніті» уперше ужив свій інструмент свердління Rock Abrasion Tool (RAT) для того, щоб дослідити скелі навколо «Ель-Капітан». Зображення нижче показує скелю після буріння й очищення свердловини.
На прес-конференції 2 березня 2004 року науковці обговорили отримані дані про склад порід, а також докази про наявність рідкої води під час їхнього утворення. Вони представили наступні пояснення невеликих витягнутих пустот в скелі, які видно на поверхні після буріння (див. останні два зображення нижче).
Ці порожні «кишені» у породі відомі геологам як «порожнини» (англ. vugs). Порожнини утворюються, коли кристали, формуючись у гірській породі, вивітрюються за допомогою ерозійних процесів. Деякі з таких порожнин на картинці схожі з дисками, що відповідає певним типам кристалів, в основному, сульфатам.
Окрім того, науковці отримали перші дані від мессбауерівського спектрометра MIMOS II. Так, спектральний аналіз заліза, що міститься в скелі «Ель-Капітан», виявив наявність мінералу ярозиту. Цей мінерал містить іони гідроксидів, що вказує на наявність води під час формування породи. Аналіз, зроблений за допомогою теплового емісійного спектрометра (Mini-TES) виявив, що порода містить значну кількість сульфатів.

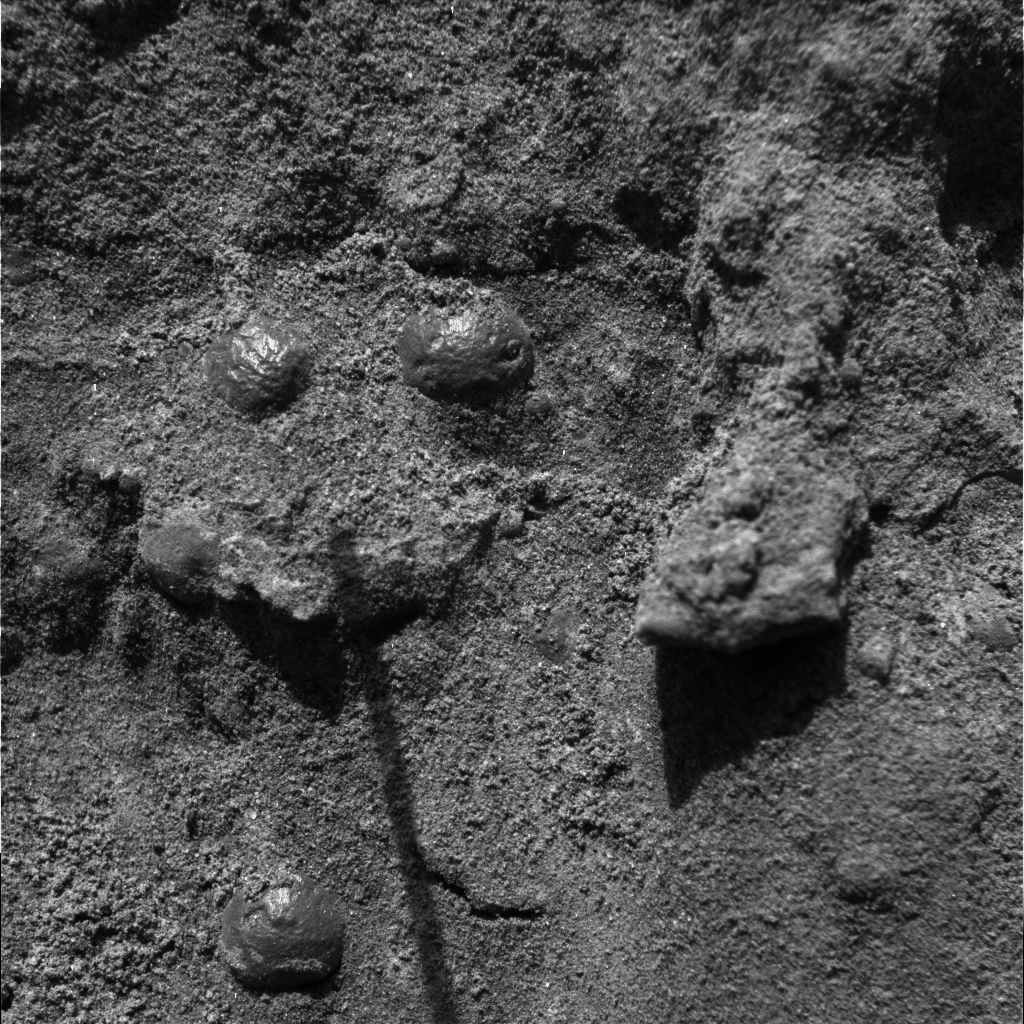
Знімок мікрокамери марсохода. Видно блискучі сферичні об'єкти на стінках траншеї.

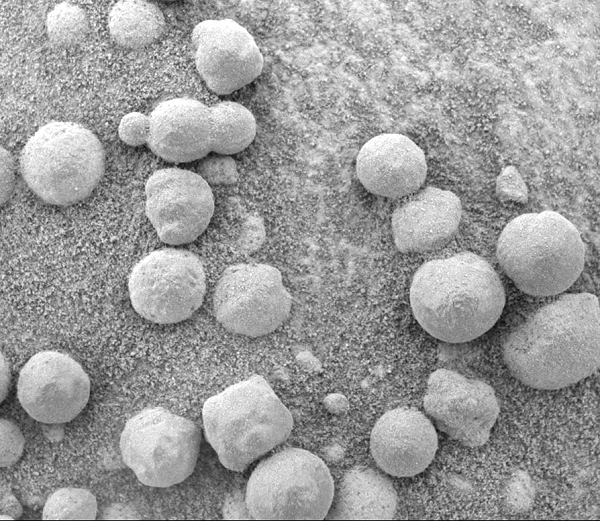
«Чорниці» (гематит) на скелястому оголенні у кратері Ігл.

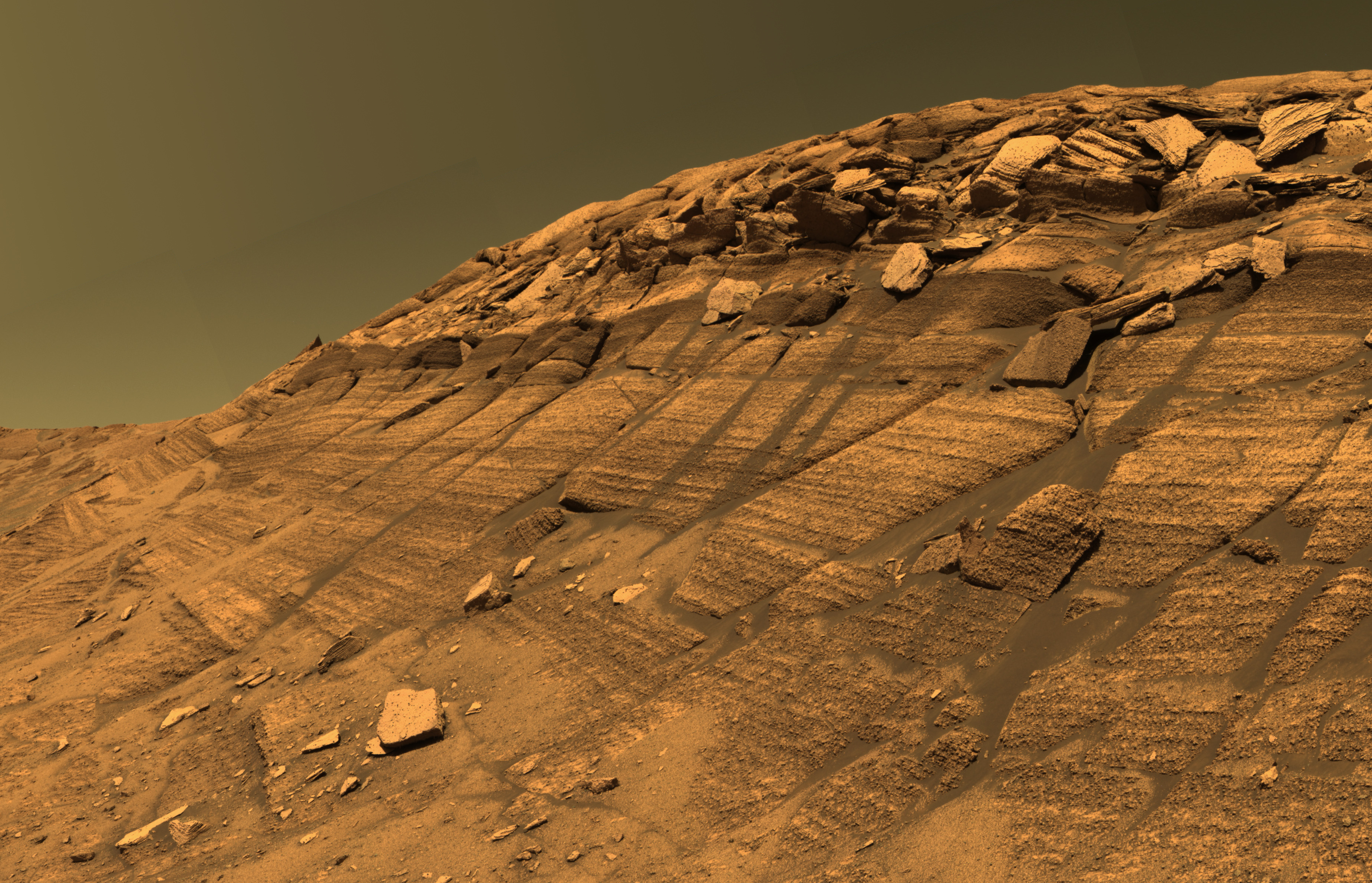
Скеля Бернс, кратер Енд'юренс

|                                                             |                                                                |                                            |                    |
| Оголення гірських порід, знімок мікрокамери (MI) марсохода. | Тонкі пласти гірських порід, не зовсім паралельні один одному. | Отвір у скелі, зроблений за допомогою RAT. | Порожнини у скелі. |

### «Оппортьюніті» копає траншею
Марсохід викопував траншею, маневруючи назад і вперед правим переднім колесом, у той час як інші колеса не рухалися, тримаючи апарат на одному місці. Він просунувся трохи вперед, щоб розширити траншею. «Ми проявили терпіння і ретельно підійшли до процесу викопування», — сказав Джеффри Біс'едекі, управляючий марсоходом у Лабораторії реактивного руху НАСА у Пасадіні, штат Каліфорнія. Весь процес тривав 22 хвилини.
Траншея, викопана марсоходом, стала першою в історії Марса. Вона сягає приблизно 50 сантиметрів завдовжки і 10 сантиметрів завглибшки. «Це набагато глибше, ніж я очікував», — заявив доктор Роб Салліван з Корнельського університету (Ітака, штат Нью-Йорк), науковий член команди, яка працює в тісній співпраці з інженерами над завданням викопування траншеї.
Салліван також відзначив дві особливості, які привернули увагу вчених: структура ґрунту у верхній частині траншеї, а також схожий за яскравістю ґрунт, який знаходиться на поверхні і у виритій траншеї.
Оглядаючи стінки траншеї, «Оппортьюніті» знайшов кілька речей, яких доти не помічали, у тому числі і круглі блискучі камінці. Ґрунт був настільки дрібнозернистий, що мікрокамера (MI) марсохода не змогла зробити розбірні фото окремих його складових.
«Що знизу — відрізнюється від того, що безпосередньо на поверхні», — сказав доктор Альберт Йен, науковий член екіпажу марсохода з Лабораторії реактивного руху.

#### Кратер Ендьюранс
20 квітня 2004 року (95-й сол) «Оппортьюніті» досяг кратера Енд'юренс (англ. — Endurance; названий на честь корабля «Енд'юренс»), у якому видно кілька шарів гірських порід. У травні марсохід об'їхав кратер, виконавши спостереження за допомогою інструмента міні-ТЕС, а також передавши панорамні знімки кратера. Скеля «Левиний камінь» (англ. — «Lion Stone») була вивчена марсоходом на 107-й сол, її склад виявився близьким до шарів, знайдених укратері Ігл.
4 червня 2004 року учасники експедиції заявили про свій намір спустити «Оппортьюніті» у кратер Енд'юренс, навіть якщо не буде можливості з нього вибратися. Метою спускання було вивчення шарів гірських порід, видимі на панорамних знімках кратера. «Це — поворотне і дуже важливе рішення для місії Mars Exploration Rover», — сказав доктор Едвард Вейлер, помічник адміністратора НАСА з космічних досліджень.
Спускання «Оппортьюніті» у кратер розпочалося 8 червня (133-й сол). Було встановлено, що ступінь нахилу бічних стінок кратера не є непереборною перешкодою, мало того, у марсохода залишався запас у 18°. 12, 13 і 15 червня 2004 року (134-й, 135-й і 137-й сол) ровер продовжував спускатися у кратер. Хоча деякі з коліс просковзували, було встановлено, що просковзування коліс можливо навіть при куті нахилу у 30 градусів.

Під час спускання були помічені тонкі хмари, схожі з земними перистими хмарами. «Оппортьюніті» провів приблизно 180 солів всередині кратера, перш ніж вибрався з нього у середині грудня 2004 року (315-й сол)Наукові результати з осадкової геології кратера були оприлюднені у журналі Earth and Planetary Science Letters. У грудні 2004 року щоденна вихідна потужність батарей марсохода коливала від 840 Вт/год у період перебування усередині кратера Енд'юренс до 730 Вт/год під час перебування на рівнині.

### 2005 рік

#### Метеорит «Скеля Теплозахисного Екрана»
Вийшовши з кратера Ендьюранс у січні 2005 року, «Оппортьюніті» виконав огляд свого теплозахисного екрана, що захищав марсохід під час входження в атмосферу Марса. Під час огляду (345-й сол) за екраном було помічено підозрілий об'єкт. Незабаром з'ясувалося, що це метеорит. Через обставини, які сприяли його відкриттю, він отримав назву «Скеля Теплозахисного Екрана» (англ. — «Heat Shield Rock»). Це був перший метеорит, знайдений на іншій планеті.
Після 25 солів спостереження «Оппортьюніті» попрямував на південь до кратера «Арго», який знаходився у 300 м від марсохода.
|                                                                                                 |                                           |
| Основний уламок теплозахисного екрана, який захищав марсохід при вході в марсіанську атмосферу. | Метеорит — «Скеля Теплозахисного Екрана». |

#### Південний транзит
Марсоходу було передано команду вирити траншею на широкій рівнині Плато Меридіана. Її дослідження тривало до 10 лютого 2005 року (від 366-го до 373-го сола). Потім марсохід минув кратери Елвін (англ. Alvin) та Джейсон (англ. Jason), і на 387-й сол досяг «потрійного кратера» на шляху до кратера Восток (англ. — Vostok; названий на честь радянського космічного корабля «Восток»). Під час шляху «Оппортьюніті» встановив рекорд за відстанню, пройдену за 1 день — 177,5 метрів (19 лютого 2005 року). 26 лютого 2005 року (389-й сол) марсохід підійшов до одного з трьох кратерів, який назвали Натураліст. На 392-й сол скелю під назвою «Нормандія» (англ. Normandy) було обрано метою для подальших досліджень, марсохід вивчав скелю до 395-го сола.
«Оппортьюніті» досяг кратера Восток на 399-й сол; кратер був заповнений піском і облямований оголеними породами. Біля кратеру марсохід обстежив скелю «Гагарін» (англ. Gagarin rock). Зразок породи, знятий камерою, отримав назву «Лайка» (англ. — Laika; на честь собаки Лайки). Потім марсоходу була дана команда їхати на південь, у район, названий «покарбованими теренами» (англ. — «etched terrain»), де можна було знайти більше корінних підстилкових порід.
20 березня 2005 року (410-й сол) «Оппортьюніті» встановив черговий рекорд за пройденою відстанню на 1 день — 220 метрів.
На 415-й сол «Оппортьюніті» зупинився біля кількох ґрунтових бриж, щоб дослідити відмінності між ґрунтом їхньої підошви і їхнього гребеня. Різні ґрунтові зразки включали «Мобарак» (англ. — «Mobarak») на підошві, «Ноуруз» (англ. — «Norooz»; названий на честь перського Нового року, бо початок слова звучить як слово «no» — «ні», «нема») і «Мейбіруз» (англ. — «Mayberooz»; утворене від англійського слова «maybe» («може бути, мабуть») і перського «rooz», «руз» (пишеться روز) — «день», «світло») — на гребені. На 421-й сол марсохід залишив брижу і попрямував до кратера Вікінг (англ. — Viking; названий на честь міжпланетних станцій «Вікінг»).

#### Застряг у піску

Анімація зі знімків, яка демонструє зусилля «Оппортьюніті» покинути пухкий ґрунт, у якому він застряг.

У період з 26 квітня 2005 року (446-й сол) по 4 червня 2005 року (484-й сол) «Оппортьюніті» знаходився в піщаній дюні Марса, бо зарився у неї.
Проблема почалася 26 квітня 2005 року (446-й сол), коли «Оппортьюніті» випадково зарився у піщаній дюні. Інженери повідомили, що на знімках видно, як чотири бічних колеса закопалися більше, бо марсохід спробував піднятися на дюну, яка була приблизно 30 сантиметрів заввишки. Інженери нарекли дюну «Чистилищем» (англ. Purgatory).
Стан марсохода у дюні був змодельований на Землі. Щоб уникнути ускладнення ситуації та недопущення повного застрягання марсохода у піску, його тимчасово знерухомили. Після різних випробувань з «двійником» «Оппортьюніті» на Землі, створили план рятування марсохода. Його рухали починаючи з 13 травня 2005 року (463-й сол) лише по кілька сантиметрів вперед, для того щоб члени екіпажу могли оцінити ситуацію на підставі отриманих результатів.
У 465-му і 466-му солах було виконано ще кілька маневрів, з кожним з яких марсохід просувався на пару сантиметрів назад. Нарешті, останній маневр був успішно завершено, і 4 червня 2005 року (484-й сол) всі шість коліс «Оппортьюніті» вибралися на твердий ґрунт. Після виходу з «Чистилища» з 498-го до 510-го сола «Оппортьюніті» здійснював свою подорож у сторону кратера Еребус (англ. Erebus).

#### Кратер Еребус
У період з жовтня 2005 року по березень 2006 року «Оппортьюніті» вивчав кратер Еребус — великий, неглибокий, частково засипаний ґрунтом кратер. Це була зупинка на шляху до кратера Вікторія.
Нова програма руху, яка відзначала відсоток ковзання всіх коліс, не дозволила марсоходу знову застрягти. Завдяки їй він зміг уникнути піщаної пастки на 603-й сол. Програмне забезпечення зупинило двигун, коли відсоток ковзання коліс досяг 44,5 %.
3 листопада 2005 року (628-й сол) «Оппортьюніті» опинився посеред піщаної бурі, яка тривала три дні. Марсохід міг рухатися, запобіжний режим захисту від піщаних бур було увімкнено, але апарат не робив зображення, бо видимість була поганою. Через три тижні, вітер здув пил із сонячних батарей, після чого вони виробляли близько 720 Вт/год (80 % від макс.). 11 грудня 2005 року (649-й сол) було виявлено, що зупинився електродвигун на маніпуляторі, який відповідає за згортання його під час руху. Розв'язування проблеми зайняло майже два тижні. Спочатку маніпулятор прибирали тільки під час руху і витягали вночі, щоб запобігти остаточному його заклинюванню. Потім інженери залишили маніпулятор завжди витягнутим, бо зріс ризик того, що його заклинить в згорнутому стані і він буде повністю непридатним для досліджень.
«Оппортьюніті» спостерігав численні виходи гірських порід навколо кратера Еребус. Також працював з марсіанським супутником Mars Express Європейського космічного агентства. Використовував мініатюрний теплоемісійний спектрометр Mini-TES і панорамну камеру (англ. Pancam), передав зображення супутника Марса Фобоса, який тоді проходив через сонячний диск. 22 березня 2006 року (760-й сол) «Оппортьюніті» почав шлях до своєї наступної точки призначення, кратера Вікторія, якого досяг у вересні 2006 року (951-й сол) і вивчав його аж до серпня 2008 року (до 1630-го — 1634-го сола).

#### Проблеми з маніпулятором

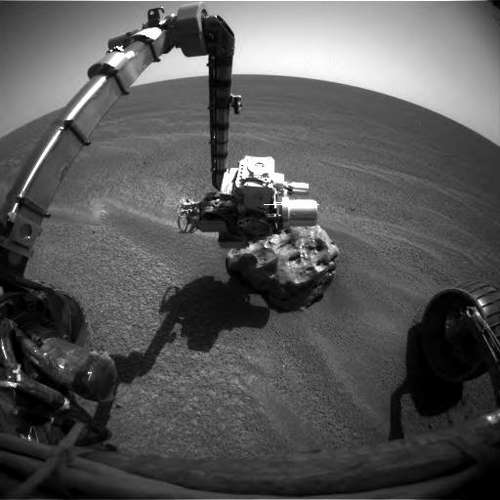
«Оппортьюніті» розгорнув маніпулятор для дослідження метеорита «Скеля Теплозахисного Екрану» на 349-й сол (початок 2005 року).

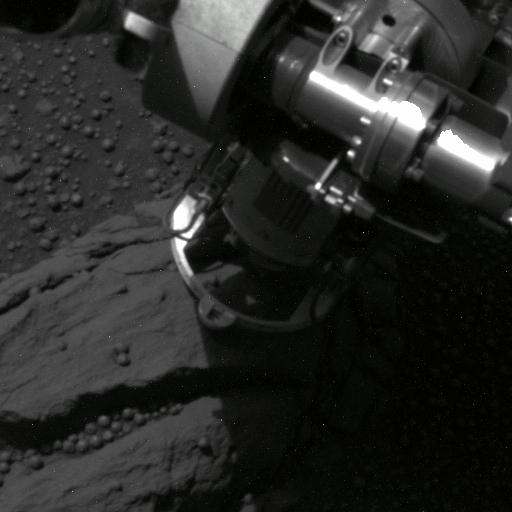
«Оппортьюніті» вивчає скелю своїм маніпулятором.

25 січня 2004 року (другий сол) у «Оппортьюніті» почалися проблеми з маніпулятором. Наступного дня інженери марсохода виявили, що обігрівач, який знаходиться у суглобі маніпулятора і відповідає за його рух з боку у бік, вийшов з ладу у режимі «Увімкнено». Детальне дослідження показало, що реле, скоріш за все, вийшло з ладу під час збирання на Землі. На щастя для «Оппортьюніті», у нього був вбудований запобіжний механізм, що працює за принципом термостату, його основне завдання полягало в оберіганні маніпулятора від перегріву. Коли суглоб поворотного плеча, також відомий як двигун шарніра, ставав занадто гарячим, термостат спрацьовував, автоматично розгортав маніпулятор і тимчасово вимикав обігрівач. Коли «рука» остигала, термостат давав команду на складання маніпулятора. В результаті обігрівач залишався увімкненим вночі, а вдень вимикався.
Механізм безпеки «Оппортьюніті» працював доти, поки не наблизилася перша марсіанська зима. Сонце вже не піднімалося досить високо над горизонтом і рівень вироблюваної енергії знизився. Тоді стало ясно, що «Оппортьюніті» буде не у силах тримати обігрівач увімкненим на всю ніч. 28 травня 2004 року (122-й сол) оператори марсохода приступили до операції, відомою як «глибокий сон» (англ. deep sleep), під час якої в «Оппортьюніті» знеструмлюють обігрівач маніпулятора вночі. Наступного ранку, зі сходом Сонця, сонячні батареї автоматично вмикалися, суглоб маніпулятора розігрівався і починав функціонувати. Таким чином, «суглобу руки було дуже жарко вдень і дуже холодно вночі». Великі перепади температур прискорювали знос шарніра, дана процедура повторювалася кожен сол.
Дана стратегія працювала до 25 листопада 2005 року (654-й сол), коли двигун шарніра зупинився. Наступного марсіанського дня оператори марсохода спробували використовувати ту ж стратегію знову, і шарнір запрацював. Було встановлено, що двигун шарніра застопорився внаслідок пошкодження екстремальними перепадами температур під час фаз «глибокого сну». Як заходи обережності маніпулятор стали розташовувати у нічний час попереду корпусу марсохода, а не під ним, де, в разі поломки шарніра, маніпулятор стане повністю некорисним для досліджень. Тепер доводилося складати маніпулятор під час руху і розкладати його після зупинення.
Неполадки набули більш серйозного характеру 14 квітня 2008 року (1501-й сол), коли двигун, відповідний за розгортання маніпулятора раптово заглухнув, причому набагато швидше, ніж раніше. Інженери провели його діагностику протягом дня, щоб виміряти електричну напругу. Виявилося, що вона у двигуні була занадто низькою, коли суглоб руки розігрівся — вранці, після «глибокого сну». Перед включенням термостата і після того, як обігрівач пропрацював протягом декількох годин, було вирішено спробувати розгорнути руку ще раз.
14 травня 2008 року о 8:30 за UTC (1531-й сол) інженери збільшили напругу у двигуні шарніра для переміщення маніпулятора перед марсоходом. Це спрацювало.
З того моменту оператори більше не наважувалися намагатися згорнути маніпулятор, до теперішнього часу він завжди знаходиться в розгорнутому стані. Оператори розробили план з управління марсоходом і в такому стані. Відповідно до нього, до теперішнього часу (початок 2014 року), «Оппортьюніті» пересувається задом наперед, а не навпаки, як раніше.

### 2006 рік
22 березня 2006 року (760-й сол) «Оппортьюніті» залишив кратер Еребус і почав подорож до кратера Вікторія, якого досяг у вересні 2006 року (951-й сол). «Оппортьюніті» досліджував кратер Вікторія до серпня 2008 року (до 1630—1634 сола).

#### Кратер Вікторія
Кратер Вікторія — великий кратер, що знаходиться приблизно у 7 кілометрах від місця посадки марсохода. Діаметр кратера у шість разів більший за діаметр кратера Енд'юренс. Науковці вважають, що оголення гірських порід уздовж стінок кратера дасть детальнішу інформацію про геологічну історію Марса, якщо марсохід протримається досить довго, щоб дослідити його.
26 вересня 2006 року (951-й сол) «Оппортьюніті» досяг кратера Вікторія і передав першу панораму кратера, в тому числі і панораму дюни, яка знаходиться на дні кратера. Марсіанський супутник Mars Reconnaissance Orbiter сфотографував «Оппортьюніті» на краю кратера.

### 2007 рік

#### Оновлення програмного забезпечення
4 січня 2007 року, на честь третьої річниці посадки, було вирішено оновити програмне забезпечення бортових комп'ютерів обох марсоходів. Марсоходи навчилися приймати власні рішення, наприклад, які зображення необхідно передати на Землю, у який момент простягнути маніпулятор для дослідження каміння — все це дозволило заощадити час науковців, які доти фільтрували сотні зображень самостійно.

#### Очищення сонячних батарей

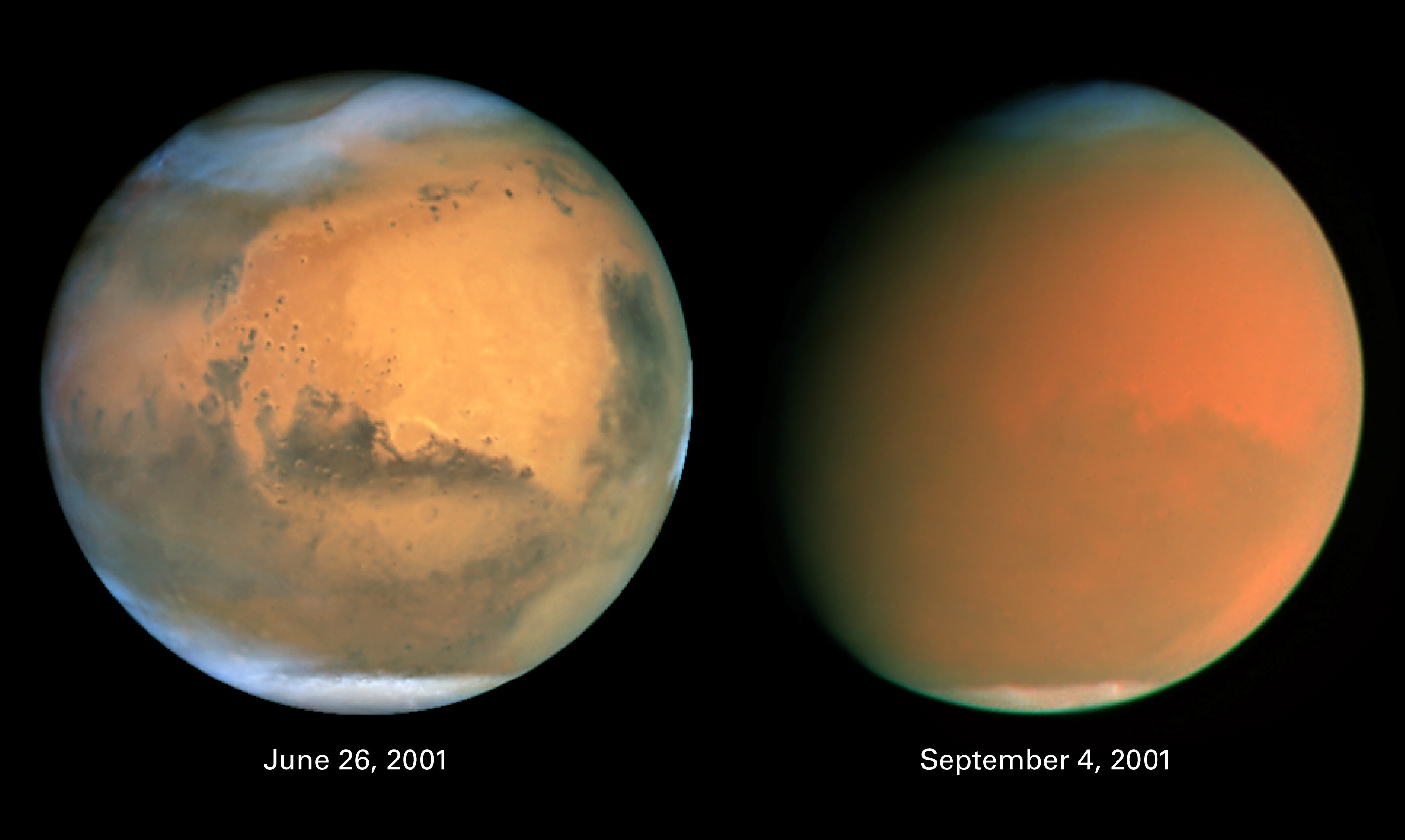
Пилова буря на Марсі, вигляд з космосу.

Очищення провели 20 квітня 2007 року (1151-й сол) і електроенергія, вироблювана сонячними батареями «Оппортьюніті» наблизилася до позначки у 800 Вт/год за сол. 4 травня 2007 року (1164-й сол) потік вироблення електроенергії досяг максимуму — понад 4,0 ампер, такого не було з початку експедиції (10 лютого 2004 року, 18-й сол). Початок обширних пилових бур на Марсі з середини 2007 року знизив рівень вироблюваної енергії до 280 Вт/год.

#### Пилова буря

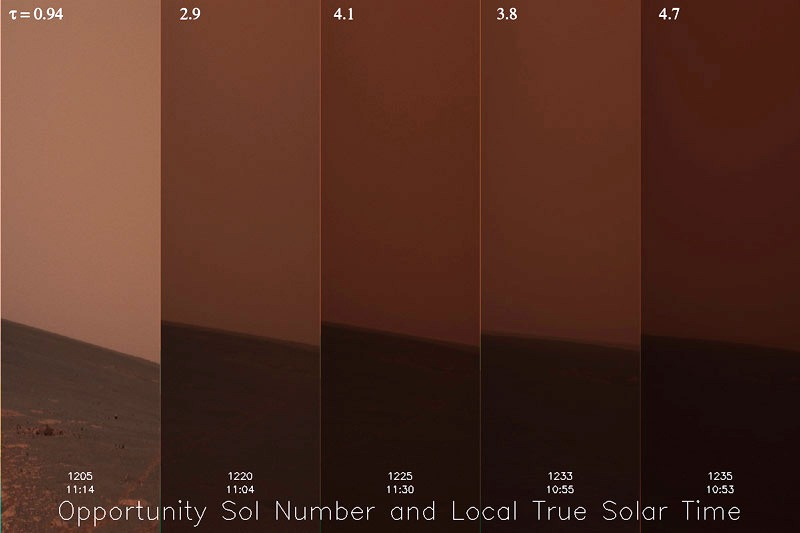
Покадрова композиція горизонту під час марсіанської пилової бурі 1205-й сол (0.94), 1220-й (2.9), 1225-й (4.1), 1233-й (3.8), 1235-й (4.7) показує, скільки сонячного світла проходило через пилову бурю; 4.7 вказує на 99 % непрохідність світла.

До кінця червня 2007 року пилові бурі почали затьмарювати марсіанську атмосферу пилом. Пилова буря посилилася, і 20 липня як у «Оппортьюніті», так і у «Спірита» з'явилася реальна загроза вийти з ладу через відсутність сонячного світла, необхідного для вироблення електроенергії. НАСА поширило повідомлення для преси, в якому говорилося (наводиться частково): «Ми віримо у наші марсоходи і сподіваємося, що вони переживуть цей шторм, хоча вони і не розроблялися для таких умов». Основна проблема полягала в тому, що пилова буря різко знизила надходження сонячного світла. В атмосфері Марса знаходиться так багато пилу, що вона блокувала 99 % прямого сонячного проміння, яке мало падати на сонячні панелі апаратів. Марсохід «Спірит», який працював на другому боці Марса, отримував трохи більше світла, ніж його близнюк «Оппортьюніті».
Зазвичай сонячні батареї на марсоходах виробляють близько 700 Вт/год електроенергії. Під час бурі вони виробляли значно менше електроенергії — 150 Вт/год. Через нестачу енергії марсоходи почали втрачати заряд акумуляторів. Якби акумулятори виснажилися, то основне обладнання, швидше за все, вийшло з ладу через переохолодження. 18 липня 2007 року сонячні панелі марсохода генерували тільки 128 Вт/год електроенергії — це найнижчий показник за всю історію. З «Оппортьюніті» спілкувалися тільки раз на три дні, заощаджуючи заряд акумуляторів.
Пилові бурі тривали до кінця липня, а наприкінці місяця НАСА оголосило, що марсоходи навіть при дуже низькому енергоспоживанні ледь отримують доволі світла, щоб вижити. Температура у відсіку електроніки «Оппортьюніті» продовжувала падати. При низькому рівні енергії марсохід може передавати помилкові дані, щоб уникнути цього, інженери перемикнули марсохід у сплячий режим, а потім кожен сол перевіряли, чи досить накопичилося електроенергії, щоб апарат «прокинувся» і почав підтримувати постійний зв'язок із Землею. Якщо енергії бракує, марсохід буде спати. Залежно від погодних умов «Оппортьюніті» може спати протягом декількох днів, тижнів або навіть місяців — весь цей час намагаючись зарядити свої акумулятори. З такою кількістю сонячного світла цілком можливо, що марсохід ніколи не «прокинеться».
З 7 серпня 2007 року буря почала слабшати. Електроенергія і раніше вироблялася у малих кількостях, але її вже вистачало для того, щоб «Оппортьюніті» почав працювати і передавати зображення. 21 серпня рівень запилення і раніше знижувався, акумулятори були повністю заряджені і вперше з того моменту, як почалися пилові бурі, «Оппортьюніті» був у змозі пересуватися.

#### «Качина затока»
«Оппортьюніті» прибув до місця під назвою «Качина затока» (англ. Duck Bay) 11 вересня 2007 року, а потім поїхав назад, щоб перевірити свою тягу на схилі кратера Вікторія. 13 вересня 2007 він повернувся до нього, щоб почати детальне дослідження внутрішнього схилу, вивчивши склад порід у верхніх частинах «Качиної затоки», мису Кабо-Верде.
|                          |                                                                   | |
| Кратер Вікторія (HiRISE) | «Оппортьюніті» на краю кратера Вікторія, MRO (3 жовтня 2006 року) | Сліди від коліс «Оппортьюніті» (HiRISE). Білими крапками позначено місця, де марсохід здійснював наукові дослідження (червень 2007 року) |

### 2008 рік

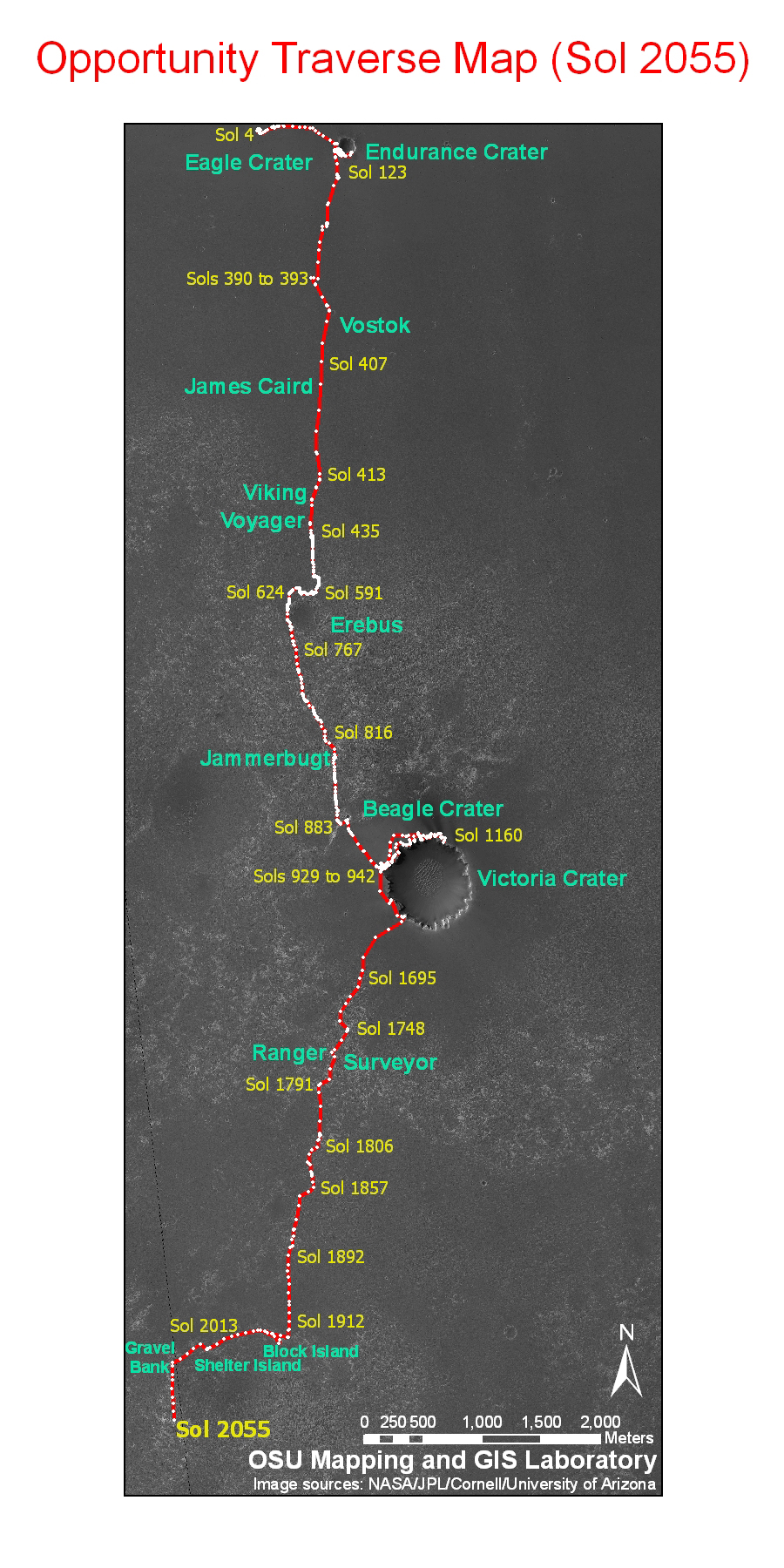
Карта маршруту «Оппортьюніті», з 1 сола (2004 рік) по 2055-й сол (2009 рік)

#### Вихід з кратера Вікторія
Марсохід покидав кратер Вікторія в період з 24 по 28 серпня 2008 року (з 1630-го по 1634-й сол), після цього у нього з'явилася проблема, схожа з тією, що вивела з ладу праве переднє колесо у його «близнюка» — марсохода «Спірит». Попутно «Оппортьюніті» вивчатиме камені під назвою «Темні булижники» які знаходяться на Плато Меридіана, під час поїздки до кратера Індевор.

#### З'єднання Марса з Сонцем
Під час сполучення Марса з Сонцем (коли Сонце знаходиться між Марсом і Землею) спілкування з марсоходом неможливо. Зв'язку не було з 29 листопада до 13 грудня 2008 року. Науковці планували, що в цей час «Оппортьюніті» використовуватиме мессбауерівський спектрометр для вивчення гірського оголення «Санторіні» (англ. — «Santorini»; назване на честь вулкана в Егейському морі).

### 2009 рік
7 березня 2009 року (1820-й сол) «Оппортьюніті» побачив край кратера Індевор (англ. Endeavour) проїхавши близько 3,2 км відтоді, як покинув кратер Вікторія у серпні 2008 року. «Оппортьюніті» також бачив кратер Язу (Iazu; названий на честь міста у Румунії), до якого було близько 38 кілометрів. Діаметр кратера становить близько 7 кілометрів.
7 квітня 2009 року (1850-й сол) сонячні батареї «Оппортьюніті» виробляли 515 Вт/год електроенергії; а після того, як вітер здув пил з сонячних панелей, їхня продуктивність збільшилася приблизно на 40 %. З 16 по 22 квітня (з 1859-го по 1865-й сол) «Оппортьюніті» зробив кілька маневрів, і протягом тижня проїхав 478 метрів. Двигуну правого переднього колеса дали час на відпочинок, коли «Оппортьюніті» вивчав гірське оголення «Пенрин» (англ. — Penrhyn, назване на честь атола в архіпелазі острови Кука), напруга в двигуні наблизилася до нормального рівня.
18 липня 2009 року (1950-й сол) «Оппортьюніті» помітив темний камінь, який знаходився в протилежному напрямку від марсохода, попрямував до нього і досяг його 28 липня (1959-й сол). У процесі його вивчення з'ясувалось, що це не камінь, а метеорит, пізніше йому було дано ім'я — острів Блок (англ. — Block Island; на честь острова поблизу Атлантичного узбережжя США). «Оппортьюніті» простояв до 12 вересня 2009 року (2004-й сол), досліджуючи метеорит, перш ніж повернувся своєї мети — доїхати до кратера Індевор.
Його поїздка була перервана 1 жовтня 2009 року (2022-й сол) знахідкою другого метеорита, 0,5-метровий екземпляр назвали острів Шелтер (англ. — Shelter Island, на честь острова у штаті Нью-Йорк), марсохід вивчав його до 2034-го сола (13-14 жовтня 2009 року). Виявивши ще один метеорит — острів Макіно (Mackinac Island; названий на честь острова на озері Гурон), марсохід вирушив до нього і досяг його за 4 соли, 17 жовтня 2009 року (2038-й сол). «Оппортьюніті» побіжно оглянув метеорит, не ставши його досліджувати, і продовжив поїздку до кратера.
10 листопада 2009 року (2061-й сол) марсохід досяг каменя, названого Острів Маркетта (англ. — Marquette Island; названий на честь острова на озері Мічиган). Його вивчення проводилося до 12 січня 2010 року (2122-й сол), оскільки вчені мали різні думки про його походження, вони з'ясували, що камінь з'явився через виверження вулкана, у той час, коли Марс був ще геологічно активний, а не був метеоритом, як вважалося доти.

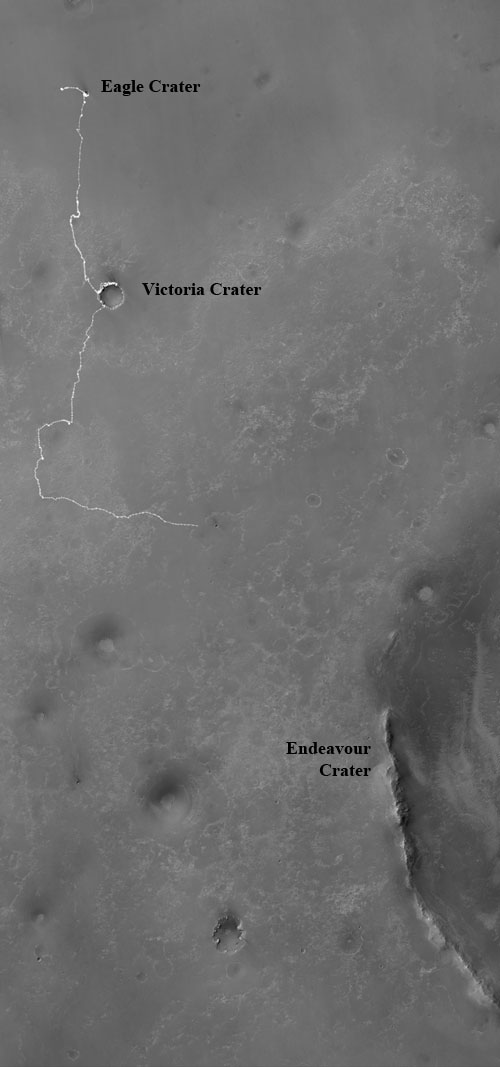
Маршрут «Оппортьюніті» станом на 8 грудня 2010 року (2442-й сол)

| | | | |
| 18 липня 2009, «Оппортьюніті» оглядав темний камінь дивної форми, який пізніше виявився метеоритом. | «Оппортьюніті» готується оглянути незвичайний камінь, названий «Острів Блок». Це найбільший метеорит зі знайдених марсоходом на Марсі. | «Оппортьюніті» зробив фото скелі, названої «Острів Маркетта». Коли він підійшов до каменя ближче, він виявився не метеоритом, а був викинутий вулканом з надр Марса. | Рух хмар, знімки зроблені зсередини кратера Вікторія, лічильник у лівому нижньому кутку показує час у секундах. |

### 2010 рік
28 січня 2010 року (2138-й сол) «Оппортьюніті» досяг кратера Консепсьйон (англ. Concepcion). Марсохід успішно дослідив 10-метровий кратер і продовжив рух до кратера Індевор. Вироблення електроенергії збільшилося до 270 Вт/год.
5 травня 2010 року через потенційно небезпечні області на шляху між кратером Вікторія і кратером Індевор оператори змінили маршрут, відстань була збільшена, і марсоходу знадобилося проїхати 19 кілометрів, щоб досягти своєї точки призначення.
19 травня 2010 року місія «Оппортьюніті» тривала вже 2246 солів, що робить її найтривалішою в історії Марса. Попередній рекорд у 2245 солів належав апарату Вікінг-1(1982 рік).
8 вересня 2010 року було оголошено, що «Оппортьюніті» проїхав половину всього шляху до кратера Індевор.
У листопаді марсохід провів кілька днів, вивчаючи 20-метровий кратер Інтрепід (англ. — Intrepid, букв. «Безстрашний»; названий на честь кількох американських військових кораблів), який лежить на шляху до кратера Індевор. 14 листопада 2010 року (2420-й сол) одометри «Оппортьюніті» перетнули позначку у 25 км. Вироблення сонячної енергії у жовтні і листопаді становило близько 600 Вт/год.

#### Кратер Санта-Марія
У липні 2010 року було оголошено, що команда марсохода буде давати об'єктам поблизу кратера Індевор неофіціальні назви на честь місць, відвіданих британським мореплавцем Джеймсом Куком у його подорожі Тихим океаном у 1769—1771 роках на кораблі «Індевор». Вони мали включати мис Скорботи (Cape Tribulation), мис Одногорбий Верблюд (Cape Dromedary), мис Байрон (Cape Byron), кінець Гікса (Point Hicks).
15 грудня 2010 року (2450-й сол) марсохід прибув до кратера Санта-Марія, витративши кілька тижнів на дослідження 90-метрового кратера. Результати дослідження були аналогічні дослідженням, зробленим марсіанським супутником Mars Reconnaissance Orbiter за допомогою спектрометра CRISM CRISM виявив поклади мінеральних вод в кратері, а марсохід допоміг у подальших їхніх дослідженнях.. За цей марсіанський рік (який майже удвічі довший за земний) «Оппортьюніті» проїхав більшу відстань, ніж за попередній.

### 2011 рік
Коли «Оппортьюніті» прибув до кратера Санта-Марія, оператори марсохода «припаркували» його на південно-східній частині кратера для збирання даних. Вони також підготувалися до двотижневого з'єднання Марса з Сонцем, яке сталося наприкінці січня. У цей період Сонце знаходилося між Землею і Марсом, і зв'язку з марсоходом не було 14 днів. Наприкінці березня «Оппортьюніті» почав 6,5-кілометрову поїздку від кратера Санта-Марія до кратера Індевор. 1 червня 2011 року одометри марсохода перетнули позначку в 30 кілометрів (понад у 50 разів більше планованого). Два тижні по тому, на 17 липня 2011 (2658-й сол), «Оппортьюніті» проїхав рівно 20 миль поверхнею Марса.
29 серпня 2011 року (2700-й сол) «Оппортьюніті» продовжував ефективно функціонувати, перевищивши запланований термін (90 солів) у 30 разів. Коли вітер здув пил з сонячних батарей, марсохід зміг виконувати великі геологічні дослідження марсіанських порід і вивчати своїми інструментами особливості поверхні Марса.

#### Прибуття до кратера Індевор
9 серпня 2011 року, витративши 3 роки на подолання 13 кілометрів від кратера Вікторія, «Оппортьюніті» прибув до західного краю кратера Індевор в точці, яку прозвали «Пункт Спірита» на честь близнюка марсохода «Оппортьюніті», марсохода «Спірит». Діаметр кратера — 23 км. Кратер був обраний науковцями для вивчення древнішіх гірських порід і глинистих мінералів, які могли б утворитися за присутності води. Заступник наукового керівника експедиції Рей Арвідсон заявив, що марсохід не працюватиме всередині кратера Індевор, бо там, ймовірно, містяться тільки мінерали, вже спостережувані раніше. Скелі на краю кратера старіші за вивчених «Оппортьюніті» доти. «Я думаю, що буде краще водити марсохід навколо краю кратера», — сказав Арвідсон.
По прибутті до кратера Індевор «Оппортьюніті» виявив нові марсіанські явища, які доти не спостерігалися. 22 серпня 2011 року (2694-й сол) марсохід почав досліджувати великий шматок каменю — «Тісдейл ІІ» (англ. — Tisdale 2), який колись був викинутий під час виверження вулкана. «Він відрізняється від будь-яких інших каменів, колись виявлених на Марсі», — сказав Стів Скваерс, науковий керівник експедиції «Оппортьюніті» в Корнельському університеті, Ітака, штат Нью-Йорк. «Його хімічний склад подібний деяким вулканічним породам, але у ньому набагато більше цинку і брому, ніж у звичайній скелі. Ми отримали підтвердження, що всі досягнення „Оппортьюніті“ у кратері Індевор еквівалентні його удачі при його примарсінні, коли марсохід випадково опинився у кратері з оголеними гірськими породами».
|                               |                                   |                          |
| Західний край кратера Індевор | «Пункт Спірита» у кратері Індевор | Гіпсова жила «Гоумстейк» |

На початку грудня «Оппортьюніті» проаналізував структуру під назвою «Гоумстейк» (англ. — Homestake, названа на честь копальні Гоумстейк у Південній Дакоті), і зробив висновок, що вона складається з гіпсу. За допомогою трьох інструментів марсохода — мікрокамери, спектрометра альфа-частинок (APXS) і фільтрів панорамної камери визначили, що до складу цих відкладень входить гідратований сульфат кальцію — мінерал, який утворюється тільки за присутності води. Це відкриття назвали баскетбольним терміном «слем-данк» (англ. — «slam dunk» букв. «успіх», «влучний кидок») — доказ того, що «вода колись текла по тріщинах у скелі».
Станом на 22 листопада 2011 року (2783-й сол) «Оппортьюніті» проїхав понад 34 км, також були проведені підготовчі роботи для майбутньої марсіанської зими.
Наприкінці 2011 року «Оппортьюніті» розмістився на місці, нахиленому убік півночі під кутом у 15 градусів. Це мало забезпечувати сприятливіші умови для вироблення сонячної енергії під час марсіанської зими. Рівень накопиченого пилу на сонячних панелях — вищий, ніж у минулі роки, і як очікується, марсіанська зима ускладнить роботу марсохода більше звичайного, бо вироблення енергії значно знизиться.

### 2012 рік
У січні 2012 року марсохід передав дані про місце «Гавань Грилі» (англ. — «Greeley Haven»), назване так на честь геолога Роналда Грилі. «Оппортьюніті» переживає вже п'яту марсіанську зиму. Марсохід вивчив вітер на Марсі, який було описано як «найактивніший процес на Марсі у даний момент», також марсохід провів науковий радіоексперимент Ретельні вимірювання радіосигналів показали, що коливання в обертанні Марса навколо осі можуть сказати, тверда чи рідка планета всередині. Місце для перезимівлі знаходилося на відрізку мису Йорк (англ. Cape York), який знаходиться на краю кратера Індевор. «Оппортьюніті» досяг цього кратера у серпні 2011 року, після трьох років шляху від меншого за розміром кратера Вікторія, який він вивчав протягом двох років.
1 лютого 2012 року (2852-й сол) вироблення електроенергії сонячними батареями склало 270 Вт/год, це при прозорості атмосфери Марса 0,679 і коефіцієнті запиленості сонячних панелей 0,469. Загальна відстань, пройдена марсоходом, склала вже 34 361, 37 метра. До березня (приблизно 2890-й сол) було вивчено скелю Амбой (англ. — Amboy, названо на честь містечка у Каліфорнії) мессбауерівським спектрометром MIMOS II і мікрокамерою (MI), також було виміряно кількість аргону у марсіанській атмосфері. Зимове сонцестояння на Марсі сталося 30 березня 2012 року (2909-й сол), 1 квітня провели невелике очищення сонячних батарей. 3 квітня 2012 року (2913-й сол) кількість вироблюваної електроенергії склала 321 Вт/год.
Експедиція «Оппортьюніті» на Марсі триває, і до 1 травня 2012 року (2940-й сол) вироблення електроенергії підвищилося до 365 Вт/год при коефіцієнті запиленості сонячних батарей 0,534. Оператори марсохода підготували його до руху і завершення збирання даних про скелю Амбой. За зиму було здійснено 60 сеансів зв'язку з Землею.

#### Від'їзд від «Гавані Грилі»
8 травня 2012 року (2947-й сол) марсохід проїхав 3,7 метра. Цього дня вироблення електроенергії становило 357 Вт/год при коефіцієнті пилу 0,536. Оппортьюніті стояв на місці 130 солів під нахилом у 15 градусів на північ, щоб краще пережити зиму, пізніше нахил зменшили до 8 градусів. Коли марсохід був нерухомий, він брав участь у геодинамічному науковому експерименті, під час якого було проведено доплеровське радіовимірювання. У червні 2012 року марсохід вивчав марсіанський пил і навколишню кам'яну жилу, названу «Монте-Крісто» (англ. — «Monte Cristo»), оскільки вона вказує на північ.

#### 3000-й сол
2 липня 2012 року тривалість роботи «Оппортьюніті» на Марсі досягла 3000 солів. 5 липня 2012 року НАСА опублікувало нові панорамні знімки, зроблені в околицях місця Гавань Грилі. На панорамі до кадра потрапив протилежний край кратера Індевор, який має 22 кілометри в діаметрі. 12 липня 2012 року (3010-й сол) сонячні батареї виробляють 523 Вт/год електроенергії, загальна відстань, пройдена марсоходом з моменту посадки, становить 34 580, 05 метра. У тому ж місяці марсіанський супутник Mars Reconnaissance Orbiter виявив недалеко від марсохода пилову бурю, а у її хмарах — ознаки присутності водяного льоду.
Наприкінці липня 2012 року було проведено експеримент, спрямований для перевіряння можливості прямого зв'язку з марсоходом «К'юріосіті», який мав примарситися невдовзі. «Оппортьюніті» посилав спеціальні, надвисокочастотні радіосигнали, налаштовані у діапазоні сигналів «К'юріосіті», до радіообсерваторії у Парксі (англ. Parkes Radio Observatory) в Австралії. Випробування пройшло успішно — антена Парксівської обсерваторії справно прийняла сигнал. Новий марсохід успішно сів, у той час як «Оппортьюніті» зібрав дані про погоду на Марсі. 12 серпня 2012 року (3040-й сол) «Оппортьюніті» продовжив свою подорож до невеликого кратера під назвою «Сан-Рафаель» (англ. Sao Rafael), попутно передаючи знімки, зроблені панорамної камерою. 14 серпня 2012 року загальна відстань, пройдена марсоходом з моменту посадки склала 34 705, 88 метрів. На цей момент «Оппортьюніті» встиг відвідати кратери «Берріо» і «Сан-Рафаель». 19 серпня 2012 року марсіанський супутник «Марс-експрес» взаємодіяв із двома марсоходами: «К'юріосіті» і «Оппортьюніті», оскільки знаходився у межах радіовидимості з ними — це був його перший подвійний контакт. 28 серпня 2012 року (3056-й сол) одометри марсохода перетнули позначку в 35 км, сонячні батареї виробляють 568 Вт/год, при прозорості атмосфери у 0,570 і коефіцієнті запиленості 0,684.

#### Осінь 2012 року
Восени «Оппортьюніті» попрямував на південь, досліджуючи пагорб Матіевіча у пошуках мінералу філлосілікату. Деякі дані надсилали на Землю безпосередньо, використовуючи встановлену на марсоході антену X-діапазону, без ретрансляції даних орбітальним апаратом. Командою була застосована нова технологія, яка допомогла знизити навантаження на інерційний вимірювальний пристрій (ІВП). Наукова робота марсохода включає в себе перевірку різних гіпотез про походження нововиявлених кульок, концентрація яких набагато вища, ніж у кратері Ігл. 22 листопада 2012 року (3139-й сол) у «Оппортьюніті» у черговий раз почав барахлити електромотор на суглобі маніпулятора, через що роботи з вивчення місця під назвою «Карликова слива» (англ. — «Sandcherry») довелося відкласти. Аналіз телеметрії і діагностика систем не виявили чогось серйозного. 10 грудня 2012 року було оголошено, що взятий зразок породи за хімічним складом і властивостями нагадує звичайну земну глину. Як заявив професор Стів Скваерс, головний науковий співробітник експедиції «Оппортьюніті», судячи з хімічного складу зразка, це глиниста порода, у якій окрім усього іншого, присутня і вода. Причому вельми примітно, що у досліджених раніше породах кислотний рівень води був досить високим, а у знайденій глині вода порівняно чиста і нейтральна. Склад мінералів глини подібний до складу глин Землі, тобто до нього входять в основному оксиди кремнію і алюмінію. Але це лише попередні дані, які ще належить перевірити науковцям.

### 2013 рік
«Оппортьюніті» знаходиться на краю мису Йорк, у кратері Індевор; загальна відстань, пройдена ровером з моменту посадки становить 35,5 км. По завершенні наукової роботи на «пагорбі Матієвіча», «Оппортьюніті» вирушить на південь, пересуваючись уздовж краю кратера Індевор. Планується залишити позаду місце, назване дослідниками «Ботанічна затока» (англ. — «Botany Bay»; на честь затоки Тасманова моря), а вже потім дістатися своїх наступних цілей — двох горбів, найближчий з яких знаходиться у 2 км і носить ім'я «Соландер».

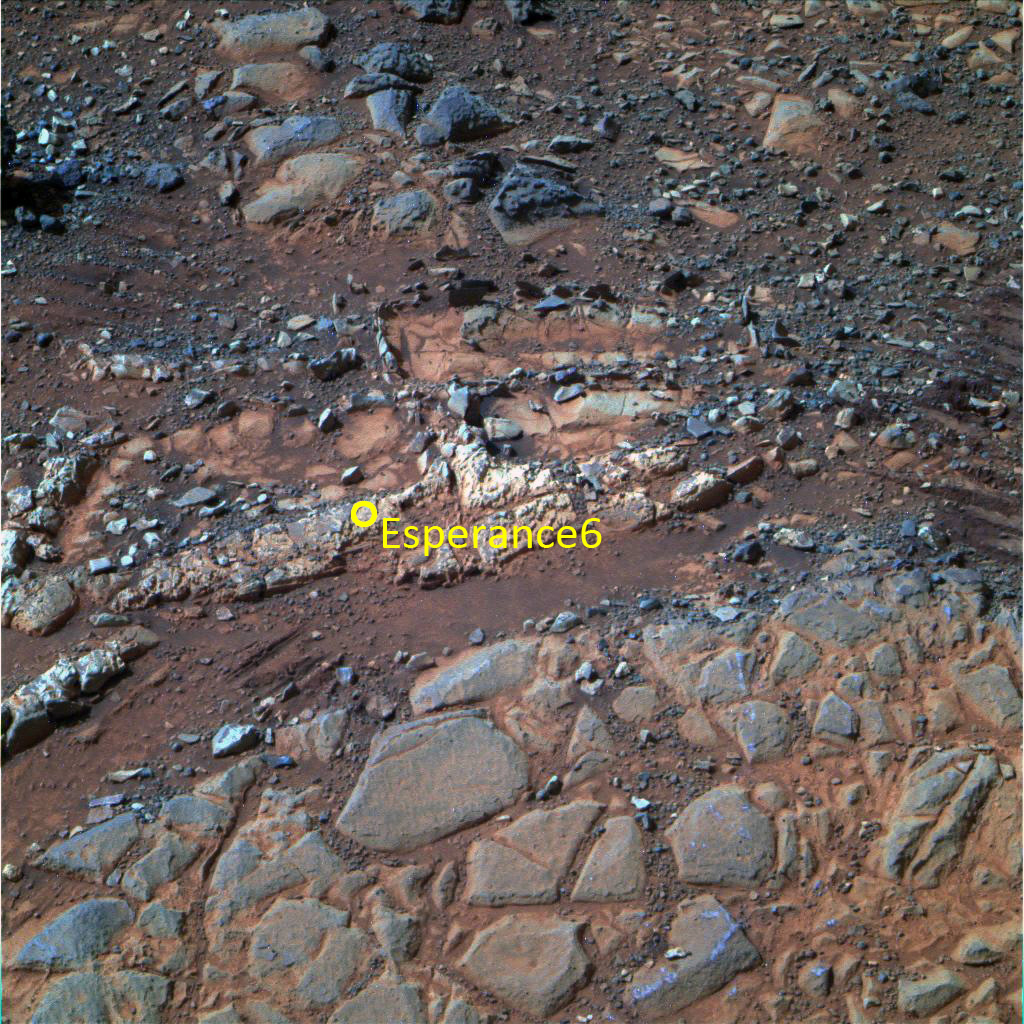
Камінь «Есперанс-6».

«Оппортьюніті» починає вивчення дивних кульок, які геологи неофіційно назвали «новими ягодами» («newberries») на протилежність «старим ягодам» — залізним (гематитовим) кулькам, які удосталь зустрічалися на рівнині в попередні роки. У травні 2013 року одометри «Оппортьюніті» склали 35 км і 744 м, що ставить його на друге місце як транспортний засіб, що подолав максимальну відстань по поверхні позаземних тіл; наступний рубіж — 42,1 км вже 40 років утримує радянський Луноход-2. 14 травня 2013 року, Оппортьюніті вирушив в 2,2 км подорож до пагорба «Соландер», де планується провести шосту за ліком марсіанську зиму.
17 травня 2013 року, NASA оголосило, що попереднє вивчення гірського оголення, названого «Есперанс» (англ. Esperance), дозволило припустити, що вода на Марсі у минулому, можливо, мала порівняно нейтральний pH показник. Проведені аналізи каменю «Есперанс-6» ясно вказують на те, що кілька мільярдів років тому він обмивався прісною водою.
21 червня 2013 року (3345-й сол) «Оппортьюніті» відзначив п'ять марсіанських років перебування на «червоній планеті». «Марсохід знаходиться у ворожому середовищі, у будь-який момент може статися катастрофічний збій, тому для нас кожен день, як подарунок», — сказав керівник проекту Джон Каллас.

#### Точка«Соландер»

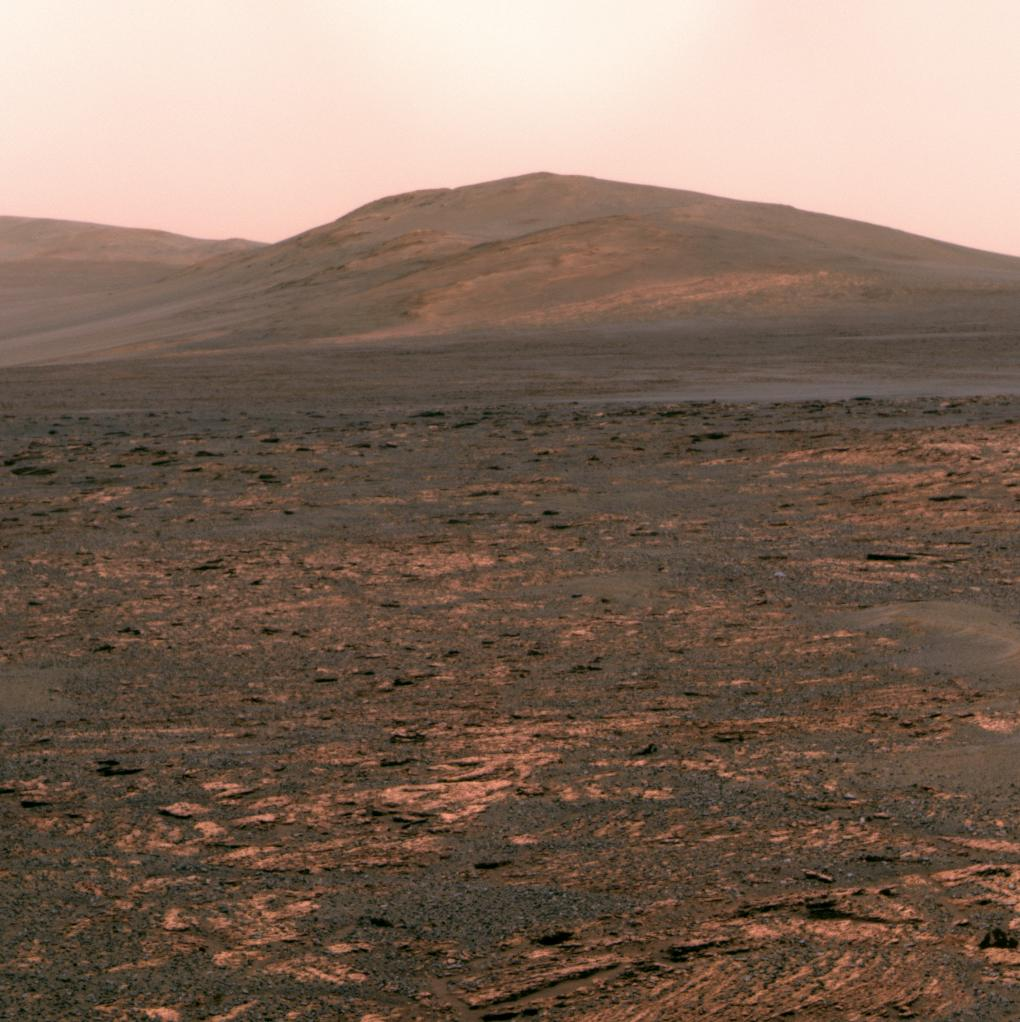
Точка «Соландер» (приблизно природні кольори), 1 червня 2013 року.

До початку липня 2013 року «Оппортьюніті» наближався до точки «Соландер» (названою так на честь відомого шведського науковця), долаючи за день від 10 до 100 метрів. У серпні 2013 року «Оппортьюніті» прибув до підніжжя пагорба, попутно вивчаючи цікаві з геологічного погляду місця. Північний схил точки «Соландер» має хороший нахил, розташувавшись на якому, ровер зможе зібрати більше сонячного світла для успішної перезимівлі (в цей період часу Сонце буде знаходиться низько над горизонтом, що зменшить кількість світла, яке надходить до сонячних батарей, через що вироблення електроенергії значно знижується). 6 серпня 2013 року (3390-й сол) сонячні батареї виробляли 385 Вт/год, в порівнянні з 395 Вт/год 31 липня 2013 року (3384-й сол) і 431 Вт/год на 23 липня 2013 року (3376-й сол). У травні 2013 року цей показник був вищим за 576 Вт/год.
У вересні 2013 року «Оппортьюніті» проводив різні контактні дослідження порід біля підніжжя точки «Соландер». Вироблення електроенергії впала до 346 Вт/год на 16 вересня 2013 року (3430-й сол), і до 325 Вт/год на 9 жовтня 2013 року (3452-й сол). Перед тим як марсохід Спіріт перестав відповідати на команди з Землі у 2010 році, його сонячні батареї виробляли лише 134 Вт/год, через що температура всередині його життєво важливих блоків впала до мінус 41,5 °C. На той момент «Оппортьюніті» знаходився у процесі долання 40-метрового пагорба «Соландер». Науковці були дуже обережні з підійманням, тому «сходження» тривало вкрай неквапливо, окрім того, у процесі нього марсохід проводив вивчення порід на різних висотах, намагаючись таким чином відтворити картину внутрішньої будови Марса. Наприкінці жовтня 2013 року роботи проводились на висоті до 6 метрів по відношенню до навколишніх рівнин. «Сходження» тривало.
Станом на 7 грудня 2013 року (3508-й сол) загальна відстань, пройдена марсоходом з моменту посадки, склала 38,7 км. Потужність сонячних батарей дорівнювала 268 Вт/год.

### 2014 рік

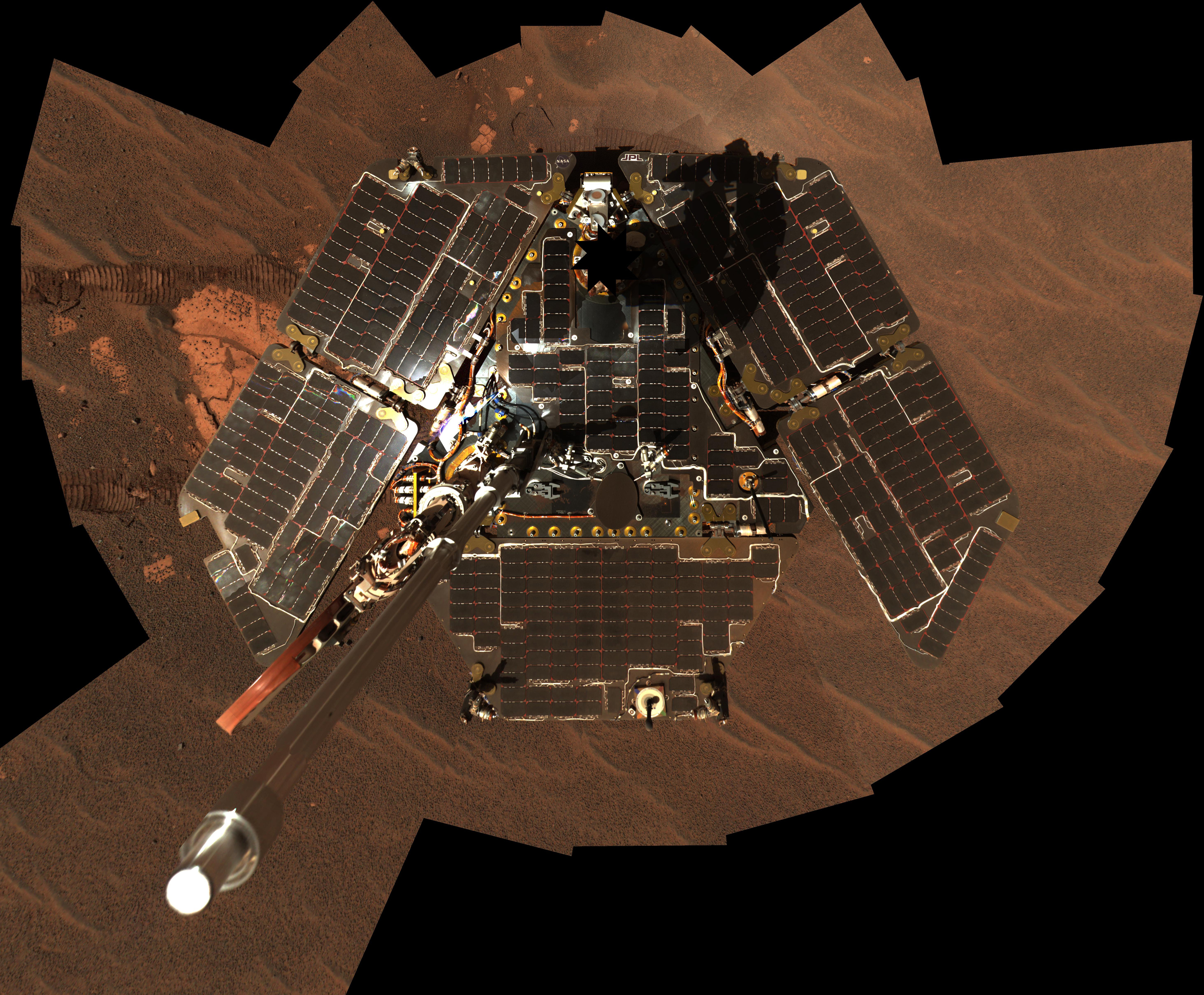
Автопортрет «Оппортьюніті» отриманий на початку експедиції (19-20 грудня 2004 року) на поверхні Марса.

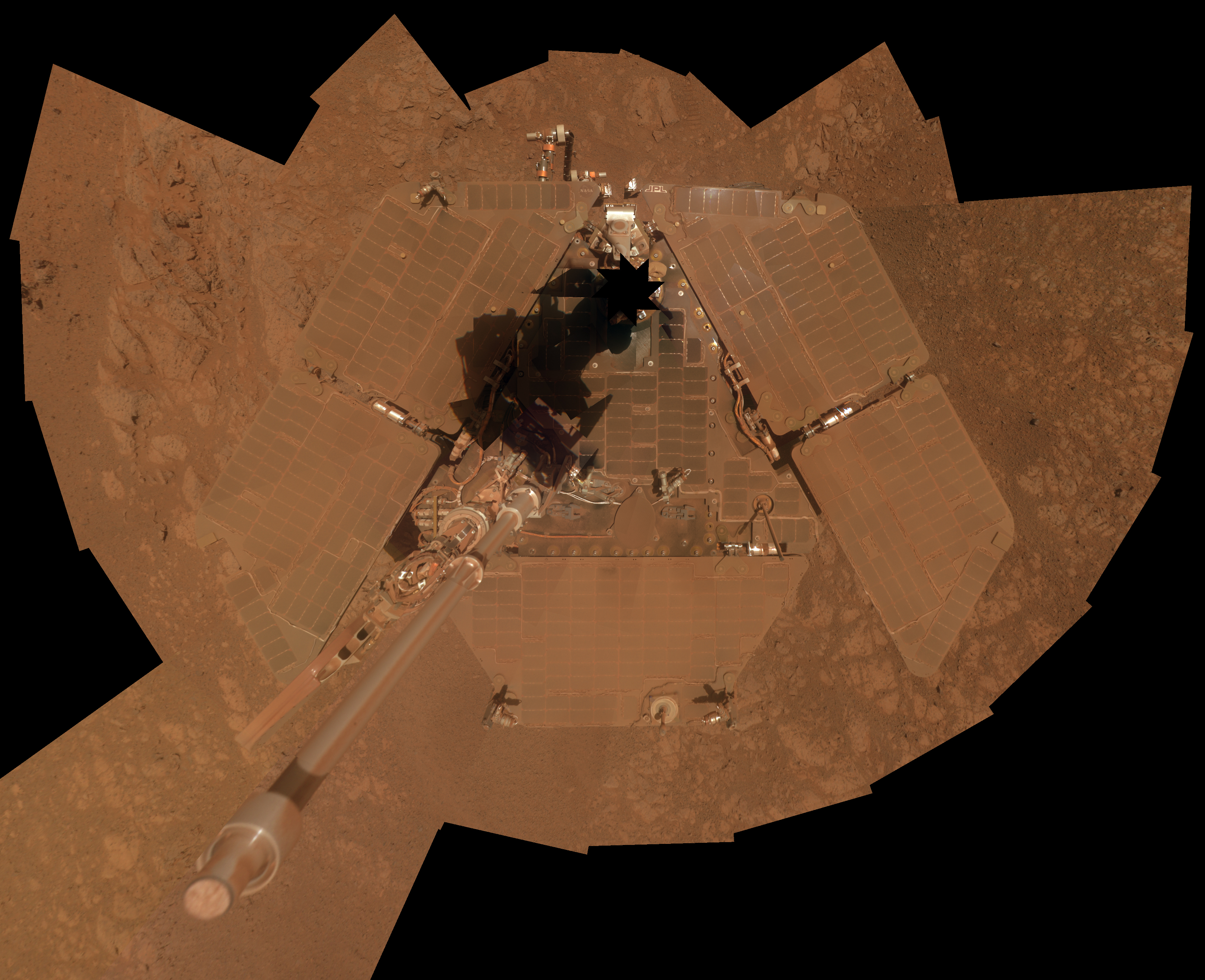
Автопортрет «Оппортьюніті» біля кратера Індевор на поверхні Марса (6 січня 2014 року). Зверніть увагу на зміну зовнішнього вигляду по відношенню до фото дев'ятирічної давності.

«Оппортьюніті» почав роботу у 2014 році на західному гребені кратера Індевор, забезпечуючи широкі панорами навколишнього регіону. Дослідження даних, переданих на Землю, уможливило розпізнати породи на оголеннях. Проблеми зі зв'язком у попередньому місяці затримали дослідження цих порід, але з іншого боку, очікується, що очищені сонячні батареї можуть виробляти більше енергії для роботи і для зв'язку належної якості. Марсохід нахилений в сторону Сонця, щоб отримати більше енергії, і очікується, що він може залишатися активним протягом марсіанської зими.

#### Камінь«Шпилястий острів»
8 січня 2014 року на знімках «Оппортьюніті», який останні дні практично не рухався, був помічений невеликий камінь діаметром у 4 сантиметри, що отримав назву «Шпилястий острів» (англ. Pinnacle Island). Він сильно відрізнявся на вигляд від навколишніх порід і був відсутній на знімках того ж місця 26 грудня. Оскільки за цей період марсохід практично не рухався, науковці зніяковіли. Однак далі було з'ясовано, що камінь був вибитий марсоходом з ґрунту під час пробуксування на місці на початку січня. Спектрометр показав на наявність у «Шпилястому острові» високого рівня вмісту магнію, марганцю і сірки. НАСА зробило оголошення, що ймовірно, «ці водорозчинні інгредієнти були сконцентровані у камені під впливом води».
23 січня марсохід відзначив 10 земних років з моменту посадки на Марс.
НАСА також повідомило про останні відкриття деяких марсіанських порід і заявило, що «...ці породи старше за будь-які, розглянутих нами раніше в експедиції, і вони свідчать про сприятливіші умови для мікробного життя, ніж будь-які докази, які раніше були розглянуті у дослідженнях “Оппортьюніті”».
24 січня 2014 року НАСА повідомило, що на даний час дослідження на планеті Марс «К'юріосіті» і «Оппортьюніті» вестимуться у напрямку пошуку доказів давнього життя, в тому числі біосфери на основі автотрофних, хемотрофних і/або хемолітоавтотрофних мікроорганізмів, а також давньої води, у тому числі флювіальних і лакустринових фацій (рівнин на місці давніх річок або озер), які, можливо, були придатні до життя. Пошук свідчень колишньої придатності Марса для життя, тафономії (скам'янілостей) і органічного вуглецю на Марсі на даний час є пріоритетним завданням НАСА.
Серед багатьох досліджень у березні 2014 року, марсохід вивчав скелю «Августин» (англ. Augustine). На 3602-й сол (12 березня 2014 року) вироблено 498 Вт/год енергії Два очищення від пилу у квітні 2014 року значно збільшили доступну кількість енергії. З січня 2013 року, коефіцієнт запиленості (один з визначальних факторів сонячної енергетики) варіював від 0,467 5 грудня 2013 року (3507-й сол) до 0,964 — 13 травня 2014 року (3662-й сол).
28 липня 2014 року НАСА оголосило, що «Оппортьюніті» проїхав 40 км по Марсу, і встановив новий світовий рекорд, марсохід проїхав найбільшу відстань, перевершивши попередній рекорд, який належав апарату «Луноход-2» — місяцеходу Радянського Союзу, що проїхав 39 км.
Після низки «скидів», спрямованих на розв'язування проблем з флеш-пам'яттю, марсохід припинив рух з кінця серпня до початку вересня 2014 року, щоб переформатувати свою флеш-пам'ять. Хоча незначні проблеми з пам'яттю тривали і після переформатування, вони не перешкоджали поточній роботі марсохода. «Оппортьюніті» відновив свою подорож до кратера Улісс (англ. Ulysses) і Марафонської долини (англ. Marathon Valley), станом на листопад 2014 року перевершуючи позначку у 41 км загальної пройденої відстані.

### 2015 рік
24 березня 2015 року марсохід «Оппортьюніті», вперше в історії іншопланетних апаратів, подолав марафонську дистанцію (42,195 км). На її проходження пішло 11 років і два місяці подорожі поверхнею Марса. Відеозвіт за весь період перебування на Марсі подано в Інтернет-мережі.

### 2018 рік
У червні марсохід зіткнувся з величезною піщаною бурею, розмір якої приблизно відповідає розмірам Північноамериканського континенту. Щоб пережити «шаленість» марсіанської погоди, марсоходу довелося прийняти найкомпактнішу форму і перейти в режим глибокого енергозбереження.
Для стабільної роботи марсохода його електробатареї мають бути відносно теплими. Але під час пилової бурі температура апарата становила мінус 29 оС. Інтенсивність бурі почала знижуватися 23 липня. НАСА розпочало пошуки апарата, але вони станом на 14 серпня безуспішні, оскільки апарат не виходить на зв'язок. Можливо, для цього ровер має накопичити достатньо енергії, що, за оцінками інженерів, може тривати цілий місяць. Пилова буря застала ровер в Долині Наполегливості (англ. Perseverance Valley).

### 2019
12 лютого (за місцевим часом), після понад тисячі команд, переданих для відновлення зв'язку, інженери з Центру управління польотами в Лабораторії реактивного руху НАСА здійснили останню спробу з'єднатися.